# بهاوانا (بازیگر)
بهاوانا (انگلیسی: Bhavana؛ زادهٔ ۶ ژوئن ۱۹۸۶) یک هنرپیشه اهل هند است. وی از سال ۲۰۰۲ میلادی تاکنون مشغول فعالیت بوده‌است.
از فیلم‌ها یا برنامه‌های تلویزیونی که وی در آن نقش داشته است می‌توان به پلیس، مترو، زمستان، جکی، ۹۹، اصل، عکس گویاست عزیزم و دکتر لاو اشاره کرد.